# Vladimir Zeldine

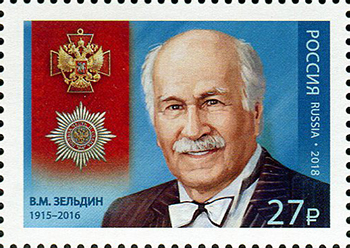
Timbre à l'effigie de Vladimir Zeldine (2018)

Vladimir Mikhaïlovitch Zeldine (en russe : Влади́мир Миха́йлович Зе́льдин), né le 10 février 1915 à Kozlov (maintenant Mitchourinsk) et mort le 31 octobre 2016 à Moscou, est un acteur russe et soviétique,,,. Ayant travaillé pendant plus de soixante ans au théâtre académique central de l'Armée russe il est présenté en 2015, comme le plus vieil acteur professionnel encore en activité par l'agence d'information russe ITAR-TASS qui fait mention de son inscription dans le Livre Guinness des records.

## Biographie
Vladimir est le petit dernier d'une famille de quatre enfants. Il a un frère, Youri, et deux sœurs, Nina et Irina. Son père Mikhaïl Zeldine (1876-1928), diplômé du Conservatoire Tchaïkovski de Moscou, est chef d'orchestre d'harmonie. Sa mère, Anna Nikolaïevna Zeldina (née Popova 1884-1931), est femme au foyer. En 1920, les Zeldine quittent Kozlov pour s'installer à Tver où Vladimir suit sa scolarité. Il apprend aussi à jouer de la trompette, du piano et du violon. En 1924, la famille déménage à Moscou.
À la fin de ses études secondaires Zeldine tente d'intégrer une école militaire, ce qui se révèle impossible à cause de sa mauvaise acuité visuelle. Il se résigne à entrer en apprentissage dans une usine. Au début des années 1930, il s'inscrit à un cours d'art dramatique dans un studio au sein du théâtre Mossovet. Il en sort diplômé en 1935 et devient acteur de ce théâtre. En 1938, il est pris dans le théâtre des Transports (actuel Centre Gogol (ru)). En 1940, il s'y fait remarquer par une assistante d'Ivan Pyriev venue voir le spectacle où il tient un petit rôle. Pyriev lui confère alors le rôle aux côtés de Marina Ladynina dans le mélodrame musical La Porchère et le Berger (Svinarka i pastukh). Le succès est retentissant. Zeldine apparait ensuite dans plusieurs films comme La Nuit de carnaval (1956), Oncle Vania (1970), Desyat negrityat (1987) et d'autres.
Après un passage au théâtre dramatique russe d'Almaty en 1942-1943, il devient, en 1945, acteur de Théâtre de l'Armée rouge de Moscou où il débute dans le rôle d'Aldemaro dans El Maestro de Danzar de Lope de Vega qu'il reprendra dans l'adaptation cinématographique de 1952. Parmi ses derniers spectacles sont L'Homme de la Mancha dans l'adaptation de Yuli Gusman (en), L'Invitation au château (Aleksandre Bourdonski), Davnym-davno (ru) (Boris Morozov) où il incarne Mikhaïl Koutouzov, Le Rêve de l'oncle (Boris Chtchedrine). Il fête également ses cent ans sur scène de son théâtre avec le spectacle écrit spécialement pour lui appelé Danse avec le Maître en référence au spectacle de ses débuts.
Le 10 septembre 2016, l'artiste participe au concert de célébration du 869e anniversaire de Moscou sur la place Rouge.
Apprécié du pouvoir aussi bien du temps soviétique qu'après la dislocation de l'URSS, Zeldine reçoit de nombreuses décorations ainsi que les messages personnels du chef d’État à l'occasion de ses anniversaires,. 
Hospitalisé le 26 octobre 2016 à l'hôpital du ministère de la Défense de la fédération de Russie, avec une fracture du col du fémur, il est transféré pour cause d'insuffisance rénale à l'institut Sklifossovski de Moscou, où il meurt le 31 octobre 2016 à 101 ans. Il est inhumé au cimetière de Novodevitchi le 3 novembre 2016.

## Filmographie partielle
- 1941 : La Porchère et le Berger (Свинарка и пастух) d'Ivan Pyriev
- 1947 : Le Dit de la terre sibérienne (Сказание о земле сибирской) d'Ivan Pyriev : Boris Olenitch, pianiste
- 1956 : La Nuit de carnaval (Карнавальная ночь, Karnavalnaya noch) d'Eldar Riazanov
- 1961 : La Mégère apprivoisée (Укрощение строптивой, Ukrochtchenie stroptivoï) de Sergueï Kolossov : Lucêncio
- 1961 : Récit des années de feu (Повесть пламенных лет, Povest plamennykh let) de Yuliya Solntseva
- 1967 : Les Rivages de l'espoir (Берег надежды) de Nikolaï Vingranovski
- 1970 : Oncle Vania (Дядя Ваня) d'Andreï Kontchalovski
- 1975 : Au bout du monde (На край света…) de Rodion Nakhapetov : père de Volodia
- 1976 : La Princesse au petit pois (Принцесса на горошине) de Boris Rytsarev : chambellan
- 1979 : Les Bonnes Gens (Добряки) de Karen Chakhnazarov
- 1983 : Le Secret des merles noirs (Тайна чёрных дроздов, Tayna chyornykh drozdov, littéralement Le Mystère des Merles noirs) de Vadim Derbenyov
- 1987 : Dix Petits Nègres (Десять негритят, Desyat negrityat) de Stanislav Govoroukhine, une adaptation des Dix Petits Nègres d'Agatha Christie
- 1988 : Zone interdite (Запретная зона) de Nikolaï Goubenko : Dymakovski
- 2006 : La Nuit de carnaval 2, ou 50 ans plus tard (Карнавальная ночь-2, или 50 лет спустя) d'Eldar Riazanov
- 2007 : La Roue du diable (Чертово колесо) de Vera Glagoleva

## Distinctions
- Ordre du Mérite pour la Patrie : 2000, 2005, 2010, 2015
- Ordre de l'Amitié : 1995
- Ordre du Drapeau rouge du Travail : 1947, 1968, 1980
- Ordre de l'Étoile rouge
- Artiste du peuple de l'URSS : 1975
- Artiste du Peuple de la République socialiste fédérative soviétique de Russie : 1959
- Artiste émérite de la République socialiste fédérative soviétique de Russie : 1954
- Prix Staline : 1951, pour le rôle de Dmitri Seniavine dans le spectacle Drapeau d'amiral d'Alexander Stein
- Prix pour sa carrière au festival Kinotavr : 1995
- Turandot de cristal : 2001
- Masque d'or : 2010
- Nika d'honneur : 2013
- Médaille pour la Défense de Moscou : 1944